# Show Me What You Got
"Show Me What You Got" é uma canção do artista de hip hop Jay-Z, lançada em 10 de outubro de 2006 como primeiro single do seu álbum Kingdom Come.
A canção contém trechos de "Show 'Em Whatcha Got", de Public Enemy. O saxofone que predomina em toda a faixa é uma amostra de "Darkest Light", de Lafayette Afro Rock Band e de "Shaft In Africa", de Johnny Pate.

## Formatos e faixas
Reino Unido - CD
1. "Show Me What You Got"
2. "Can't Knock The Hustle" (feat. Beyoncé)

Reino Unido - Vinil
1. "Show Me What You Got" (editada)
2. "Show Me What You Got" (explícita)
3. "Show Me What You Got" (instrumental)

## Videoclipe
O videoclipe (dirigido por F. Gary Gray), debutou na MTV e BET em 16 de outubro de 2006. É uma homenagem a diversas cenas dos filmes de James Bond, incluindo:
- Cenas de corrida de carro em Mônaco - GoldenEye
- Cenas de uma perseguição de barco - The World Is Not Enough
- Cenas de festa em uma grande caverna - You Only Live Twice

## Paradas musicais
| Parada (2006)                   | Melhor posição |
| ------------------------------- | -------------- |
| Billboard Hot 100               | 8              |
| Billboard Hot R&B/Hip-Hop Songs | 3              |
| Billboard Hot Rap Tracks        | 4              |
| Billboard Pop 100               | 13             |
| Reino Unido                     | 38             |
| Finlândia                       | 5              |
| Suécia                          | 35             |
| Nova Zelândia                   | 38             |